# Juha Riihijärvi
Juha Riihijärvi (Keminmaa, 15 dicembre 1969) è un allenatore di hockey su ghiaccio ed ex hockeista su ghiaccio finlandese naturalizzato svedese.

## Carriera

### Club
Ha giocato per la prima parte della sua carriera in patria, con le maglie del Kärpät (1987-1989 in SM-liiga, 1989-1991 nella seconda serie), dell'JYP Jyväskylä (1991-1993 in SM-liiga) e del Lukko Rauma (1994-1996 in SM-liiga). Nel mezzo, ha disputato una stagione in American Hockey League, ai Cape Breton Oilers, farm team degli Edmonton Oilers che avevano scelto Riihijärvi al NHL Entry Draft del 1991.
Dal 1996 ha stabilmente giocato all'estero: dal 1996 al 2004 e poi nuovamente dal 2005 al 2007 nell'Elitserien svedese con i Malmö Redhawks (ad eccezione della stagione 2005-2006, giocata in seconda serie, l'Hockeyallsvenskan), nel 2004-2005 in Svizzera con l'EHC Basel (LNB, ma facendo anche due apparizioni in LNA con l'HC Ambrì-Piotta), nel 2007-2008 in Danimarca con il Rødovre Mighty Bulls, nel 2008-2009 in Austria con i Vienna Capitals e nel 2009-2010 in Italia con l'HC Bolzano.
Si è ritirato al termine della deludente stagione nel campionato italiano.

### Nazionale
Con la nazionale finlandese ha disputato tre mondiali (1992, 1993 e 1996) ed una World Cup of Hockey (1996).

### Dopo il ritiro
Per un anno (2010-2011) è stato assistente allenatore dell'IK Pantern, per poi diventare head coach dell'Herlev Eagles, nel campionato danese. Vi rimase per tre stagioni, venendo sempre eliminato ai quarti di finale dei play-off.
Nel 2014 passò sulla panchina di un'altra squadra danese, i Frederikshavn White Hawks. Il 27 dicembre 2014 venne sollevato dall'incarico.
Dal 2017 è scout per la franchigia NHL dei New York Rangers.

## Palmarès

### Nazionale
- Campionato del mondo di hockey su ghiaccio:

 1992

### Club
- SM-liiga:

 1991-1992 (JYP Jyväskylä)
 1995-1996 (Lukko Rauma)
- Hockeyallsvenskan: 1

Malmö: 2005-2006
- Coppa di Danimarca: 1

Rødovre: 2007-2008

### Individuale

#### Campionato finlandese
- Kultainen kypärä: 1992-1993, 1995-1996
- Premio Lasse Oksanen: 1995-1996
- Trofeo Veli-Pekka Ketola: 1995-1996
- Trofeo Aarne Honkavaara: 1995-1996

#### Campionato svedese
- Miglior marcatore dell'Elitserien: 1996-1997 e 1999-2000
- Miglior marcatore straniero dell'Elitserien: 1999-2000, 2000-2001, 2002-2003